# Ван Хао (шахіст)
Ван Хао ((кит.: 王皓; піньїнь: Wáng Hào); народився 4 серпня 1989 року в Харбіні, Китай)  — китайський шахіст, гросмейстер (2005).
Його рейтинг на квітень 2020 року — 2763 (12-те місце у світі, 2-ге у Китаї).

## Переможець турнірів

### 2005
- «Дубаї Опен» з результатом 7 з 9 очок (перфоманс — 2731)[1]
- «Куала Лумпур» з результатом 10 з 11 очок (перфоманс — 2743)[2]
- «Пекін (зональний турнір)»

### 2008
- «Рейк'явік Опен» з результатом 7 з 9 очок (перфоманс — 2721)

### 2010
- «Чемпіонат Китаю з шахів 2010»[3]

### 2012
- «Біль» з результатом 19 з 30 очок (перфоманс — 2848), категорія турніру — XX (2749)[4]
- Гран-прі ФІДЕ 2012—2013 (Ташкент)  з результатом 6,5 з 11 очок (перфоманс — 2811), категорія турніру — XX (2747)  — поділ 1-3 місць[5].

### 2015
- «Al-Ain Classic» (ОАЕ) з результатом 8 з 9 очок (+7-0=2), турнірний перфоманс — 2944 очки[6].

### 2017
- «Sharjah Masters» (Шарджа, ОАЕ) з результатом 7 з 9 очок (+5-0=4), турнірний перфоманс — 2783 очки[7][8].

### 2019
Турнір Grand Swiss ФІДЕ 2019 (Острів Мен), з результатом 8 очко з 11 можливих (+6-1=4), турнірний перфоманс — 2900. Посівши 1-ше місце Ван Хао кваліфікувався на турнір претендентів 2020 року.

## Зміни рейтингу
| На цьому місці має відображатися графік чи діаграма, однак з технічних причин його відображення наразі вимкнено. Будь ласка, не видаляйте код, який викликає це повідомлення. Розробники вже працюють для того, щоби відновити штатне функціонування цього графіка або діаграми. | |
| | На цьому місці має відображатися графік чи діаграма, однак з технічних причин його відображення наразі вимкнено. Будь ласка, не видаляйте код, який викликає це повідомлення. Розробники вже працюють для того, щоби відновити штатне функціонування цього графіка або діаграми. |